# Diosma
Genre
Synonymes
Aestuaria (L.) Schaeff.
Diosma est un genre de plantes à fleurs de la famille des Rutacées, originaire des provinces du Cap en Afrique du Sud. Le genre a été décrit pour la première fois par Carl Linnaeus en 1753.

## Espèces
Depuis septembre 2021, Plants of the World Online acceptait les espèces suivantes :
- Diosma acmaeophylla Eckl. & Zeyh.
- Diosma apetala (Dümmer) I.Williams
- Diosma arenicola I.Williams
- Diosma aristata I.Williams
- Diosma aspalathoides Lam.
- Diosma awilana I.Williams
- Diosma demissa I.Williams
- Diosma dichotoma P.J.Bergius
- Diosma echinulata I.Williams
- Diosma fallax I.Williams
- Diosma guthriei Glover
- Diosma haelkraalensis I.Williams
- Diosma hirsuta L.
- Diosma meyeriana Spreng.
- Diosma oppositifolia L.
- Diosma parvula I.Williams
- Diosma passerinoides Steud.
- Diosma pedicellata I.Williams
- Diosma pilosa I.Williams
- Diosma prama I.Williams
- Diosma ramosissima Bartl. & H.L.Wendl.
- Diosma recurva Cham.
- Diosma rourkei I.Williams
- Diosma sabulosa I.Williams
- Diosma strumosa I.Williams
- Diosma subulata J.C.Wendl.
- Diosma tenella I.Williams
- Diosma thyrsophora Eckl. & Zeyh.